# 巴托 (佛羅里達州)
巴托（英語：Bartow）是美国佛罗里达州中部坦帕湾区以东的一座城市，波尔克县县治，2005年估计人口16,218。
该城以南北战争期间首名战死的联盟国军官弗朗西斯·S·巴托的名字命名。